# 兄帰る (戯曲)
『兄帰る』（あにかえる）は、永井愛作の戯曲。第44回岸田國士戯曲賞受賞作品。永井の演出で、1999年と2013年に二兎社による舞台上演が行われた。また、2000年に而立書房より出版されている。

## あらすじ
夏のある日、中村家に長年厄介者扱いされてきた長男の幸介が帰ってきた。人生をやり直すため仕事が見つかるまでの間、幸介は家に住み着くことになる。親族たちは幸介の就職を実現しようと様々な手を考えるが、世間体、面子、建前、義理、人情などそれぞれの思惑が重なり合い、話は揉めることになる。

## 登場人物
- 中村幸介（なかむら こうすけ） - 本作品の中心人物。慶應義塾大学を卒業したが、会社の金に手を出して破滅し、上野公園でホームレス生活を送っていた。16年ぶりに実家の中村家に戻り、居候生活を送るようになる。
- 中村真弓（なかむら まゆみ） - 幸介の弟の妻。フリーライターとして活動している。息子の拓（ひらく）は小学5年生で、幸介が来たときにはオーストラリアにファームステイしている。
- 中村保（なかむら たもつ） - 幸介の弟で真弓の夫。やや小心者。「ガープ」という名の犬を飼っている。
- 小沢百合子（おざわ ゆりこ） - 幸介の姉。幸介をひどく嫌っている。「あゆみ」という名の娘がいる。
- 小沢正春（おざわ まさはる） - 百合子の年下の再婚相手。電化製品の技術者で、中村家の冷蔵庫を修理しに来る。
- 中村昭三（なかむら しょうぞう） - 幸介の父の弟。ある会社の顧問を務めている。幸介を取引先の食肉問屋に就職させようと試みる。
- 前田登紀子（まえだ ときこ） - 幸介の母の妹。酒屋を営んでいる。昭三とは折り合いが悪い。
- 金井塚みさ子（かねいづか みさこ） - 真弓の友人。やや風変わりな言動をする。息子の大五郎は拓と一緒にオーストラリアに行っている。

## 上演

### 1999年初演
二兎社第26回公演として、1999年6月25日から7月11日までシアタートラムにて上演された。世田谷パブリックシアター提携。
キャスト
- 中村幸介 - 立川三貴
- 中村保 - 浅野和之
- 中村真弓 - 大西多摩恵
- 小沢百合子 - 田岡美也子
- 小沢正春 - 酒向吉伴
- 中村昭三 - 飯田和平
- 前田登紀子 - 原知佐子
- 金井塚みさ子 - 津田真澄

スタッフ
- 作・演出 - 永井愛
- 美術 - 大田創
- 照明 - 中川隆一
- 音響 - 市来邦比古
- 衣裳 - 竹原典子
- 演出助手 - 黒岩亮
- 舞台監督 - 小山博道
- 舞台監督助手 - 太刀岡正、竹内章子
- 制作（二兎社） - 安藤ゆか、加治真理
- 制作（世田谷パブリックシアター） - 松井憲太郎、新里康昭

### 2013年再演
二兎社第38回公演として、2013年8月3日から9月1日まで東京芸術劇場シアターウエストにて公演された後、9月3日から10月4日にかけて全国ツアー（地方公演）が行われた。 
キャスト
- 中村幸介 - 鶴見辰吾
- 中村真弓 - 草刈民代
- 中村保 - 堀部圭亮
- 小沢百合子 - 伊東由美子
- 小沢正春 - 小豆畑雅一
- 金井塚みさ子 - 枝元萌
- 前田登紀子 - 藤夏子
- 中村昭三 - 二瓶鮫一

スタッフ
- 作・演出 - 永井愛
- 美術 - 大田創
- 照明 - 中川隆一
- 音響 - 市来邦比古
- 衣裳 - 竹原典子
- 舞台監督 - 澁谷壽久
- 演出助手 - 鈴木修
- ヘアメイク - 清水美穂
- 宣伝写真 - 須藤秀之
- WEBデザイン - 秦明俊
- 票券 - 渡邊妙子（ぷれいす）
- 制作 - 安藤ゆか、本村明日香